# Schererville
Schererville és una població dels Estats Units a l'estat d'Indiana. Segons el cens del 2000 tenia 24.851 habitants.

## Demografia
Segons el cens del 2000, Schererville tenia 24.851 habitants, 9.660 habitatges, i 6.829 famílies. La densitat de població era de 705 habitants/km².
Dels 9.660 habitatges en un 32,6% hi vivien nens de menys de 18 anys, en un 59% hi vivien parelles casades, en un 8,3% dones solteres, i en un 29,3% no eren unitats familiars. En el 24,2% dels habitatges hi vivien persones soles el 6,5% de les quals corresponia a persones de 65 anys o més que vivien soles. El nombre mitjà de persones vivint en cada habitatge era de 2,56 i el nombre mitjà de persones que vivien en cada família era de 3,08.
Per edats la població es repartia de la següent manera: un 24,3% tenia menys de 18 anys, un 8,7% entre 18 i 24, un 30,6% entre 25 i 44, un 26,1% de 45 a 60 i un 10,4% 65 anys o més.
L'edat mediana era de 37 anys. Per cada 100 dones de 18 o més anys hi havia 92,9 homes.
La renda mediana per habitatge era de 59.243$ i la renda mediana per família de 70.474$. Els homes tenien una renda mediana de 50.732$ mentre que les dones 30.745$. La renda per capita de la població era de 28.528$. Entorn de l'1,4% de les famílies i el 3,1% de la població estaven per davall del llindar de pobresa.

## Poblacions més properes
El següent diagrama mostra les poblacions més properes.